# Kandavara, Belur
Kandavara là một làng thuộc tehsil Belur, huyện Hassan, bang Karnataka, Ấn Độ.